# Адамс, Джерри
Джерард (Джерри) Адамс (англ. Gerard Adams, ирл. Gearóid Mac Ádhaimh; род. 6 октября 1948, Белфаст, Северная Ирландия, Великобритания) — ирландский политический и государственный деятель, председатель партии Шинн Фейн, сыгравший важную роль в мирном решении вооружённого конфликта в Северной Ирландии.

## Биография

### Молодые годы и семья
Джерри Адамс родился 6 октября 1948 года в рабочем районе Западного Белфаста в Северной Ирландии. Адамс стал старшим из десяти детей в семье члена Ирландского республиканского братства и участника войны за независимость Джерри Адамса-старшего и члена женского отдела Ирландской республиканской армии Энн Ханнавэй. Семья, из которой происходил Адамс, известна сильными республиканскими традициями. Многие родственники Адамса, как со стороны матери, так и отца, принимали участие в борьбе за независимость Ирландии от Великобритании
Двое из дядей Адамса, Доминик и Патрик Адамс, были интернированы правительствами в Белфасте и Дублине. Доминик был начальником штаба ИРА, и главной фигурой в армии до середины 1940-х годов. Джерри-старший вступил в ИРА в возрасте шестнадцати лет. В 1942 году он участвовал в засаде ИРА на патруль королевских констеблей Ольстера, но сам был ранен, арестован и приговорен к восьми годам лишения свободы.
Прадед Адамса, Майкл Ханнавэй, был членом фениев во время их динамитной кампании в Англии в 1860-1870-х годах. Его сын, Билли, в 1918 году был доверенным лицом Имона де Валеры в Западном Белфасте, но отказался идти за ним при формировании партии «Фианна Файл». Трое братьев Энн — Алфи, Лиам и Томми были известными членами ИРА. В 1974 году двоюродный брат Киран Мерфи был похищен и убит боевиками Ольстерских добровольческих сил.
Джерри Адамс посещал начальную школу Св. Финиана на Фаллс-роуд. Окончив одиннадцать классов и сдав экзамен в 1960 году, он поступил в гимназию Св. Марии, которую с успехом окончил.

### Политическая и общественная деятельность
После завершения образования Адамс стал принимать более активное участие в ирландском республиканском движении, став в 1964 году членом партии Шинн Фейн и Фианна Ойреан после активизации беспорядков на Дивис-стрит во время избирательной кампании того же года. Адамс работал барменом, и параллельно участвовал в движении за гражданские свободы, став в 1967 году участником Северо-Ирландской ассоциации борцов за гражданские права. Участвовал в демонстрациях с требованиями улучшения системы муниципального жилья, а во время столкновений католиков и протестантов в Ольстере в 1969 году примкнул к националистам. В начале 1970-х годов командовал бригадой ИРА в Белфасте, в качестве члена совета ИРА участвовал в планировании операций.
В 1971 году Адамс женился на Коллетт МакКарди. В 1973 году у них родился сын Джеральд.
В марте 1972 года Адамс был подвергнут так называемому интернированию, то есть тюремному заключению без судебной процедуры. В июне по требованию Ирландской Республиканской Армии, настаивавшей на его обязательном участии, Адамс был освобождён из-под стражи и участвовал в тайных мирных переговорах с представителями правительства Великобритании, которые закончились подписанием недолгого перемирия. После нового всплеска насилия в ходе конфликта в Северной Ирландии, Адамс снова был арестован и содержался без суда в тюрьме Лонг Кэш с 1973 по 1977 год. Здесь он познакомился с Бобби Сэндсом, приговорённым к 5-летнему заключению за ношение оружия.
В 1983 году Адамс был избран председателем партии Шинн Фейн, политического крыла Ирландской Республиканской Армии. В том же году Адамс стал первым депутатом с начала 1950-х годов, избранным от этой партии в Палату общин парламента Великобритании. И в соответствии с политикой партии Шинн Фейн, Адамс отказался принимать участие в работе парламента.
14 марта 1984 года Адамс был серьёзно ранен во время покушения, осуществлённого Ассоциацией обороны Ольстера — одной из вооружённых группировок северо-ирландских лоялистов.
Под руководством Адамса Шинн Фейн вместе с Социал-демократической и лейбористской партией Северной Ирландией инициировала новое развитие мирного процесса в Северной Ирландии, предполагающего разоружение ИРА и придание Северной Ирландии широкой автономии.
В декабре 2001 года Джерри Адамс приехал на Кубу, чтобы поблагодарить Фиделя Кастро за поддержку ирландцам в «борьбе за свободу от британского правления» и «подтвердить крепость ирландско-кубинской дружбы». В Гаване Адамс открыл мемориальную доску 10 членам ИРА — жертвам голодовки политзаключённых в тюрьме Лонг Кэш 1981 года и посетил монумент Хосе Марти на площади Революции.
В феврале 2005 года министр юстиции Ирландии официально заявил, что лидеры партии «Шинн Фейн» Джерри Адамс и Мартин МакГиннес являются руководителями террористической организации «Ирландская республиканская армия». Вскоре было сообщено, что Джерри Адамс и Мартин Макгиннес прекратили свою работу в генштабе ИРА.
В 2006 году Шон Коул, директор отдела современных программ Музея Виктории и Альберта не разрешил Джерри Адамсу прийти на открытие выставки «Че Гевара: революционер и образ» («Che Guevara: Revolutionary and Icon»), так как он является «неподобающей» фигурой и, что музей не приглашает представителей политических партий. Однако, в списке приглашенных значился лейборист и мэр Лондона Кен Ливингстон. Куратор выставки Триша Зифф сказала, что музей пытается убрать «революционную» составляющую из выставки, оставив только имиджевую сторону, а Джерри Адамс назвал позицию музея «странной и бессмысленной», так как при таких аргументах и сам Че Гевара не смог бы попасть на эту выставку.
В декабре 2009 года выступая в эфире телеканала RTE Джерри Адамс признался, что его отец много лет подвергал членов семьи унижениям, побоям и сексуальному насилию, добавив, что родные не хотели предавать эти факты гласности и никогда не обращались в полицию, а Джерри Адамс-старший, отрицавший обвинения в свой адрес умер одиноким стариком:
Вскрывшиеся факты и предшествовавшее этому насилие стали огромным потрясением для всей нашей семьи. По сей день мы живем с последствиями всего этого. Мы долго раздумывали, стоит ли делать достоянием общественности вопиющее поведение отца. Мы решились на это в надежде, что наша история поможет другим жертвам домашнего насилия осмыслить, что с ними происходит, и вырваться из этого порочного круга.
Джерри Адамс решился рассказать об этом после того как выдан был ордер на арест его брата Лиама, из-за обвинений его собственной дочери Айны Тайрел, заявившей, что она в детстве была жертвой сексуальных домогательств со стороны отца. В октябре 2013 года Лиам Адамс был признан виновным в десяти преступлениях, включая изнасилование, совершенное против дочери. По данным расследования, Лиам Адамс насиловал дочь в период с 1977 по 1983 годы, когда девочке было от 4 до 9 лет. Айна Тайрел в выступлении на процессе обвинила своего дядю и его партию в попытке скрыть преступление. Джерри Адамс сказал, что впервые узнал, что его брат мог изнасиловать свою дочь, в 1987 году, однако сообщил в полицию только в 2007 году, так как, до этого партия не признавала сотрудничество с полицией. 27 ноября 2013 года, Лиам Адамс был заключён в тюрьму на 16 лет.
В сентябре 2011 года, выступая на партийной конференции в Белфасте, Джерри Адамс объявил, что его партия впервые выдвинет кандидата в президенты Ирландии, добавив, что в случае победы администрация не станет «добычей» политического истеблишмента.
По всему острову все больше и больше людей обращают свои взоры к Шинн Фейн. С моей точки зрения партия должна поддержать идею выдвижения кандидата в президенты Ирландии. Кандидата, который способен завоевать поддержку тех, кто разделяет прогрессивные и национальные интересы, и кто будет в полной мере воплощать современный дух ирландского народа.
В апреле 2013 года на фоне празднования смерти бывшего премьер-министра Великобритании Маргарет Тэтчер, отказавшейся идти на уступки в 1981 году во время голодовки в тюрьме Мэйз из-за чего скончались 10 заключённых ирландских республиканцев, Джерри Адамс сказал, что:
Маргарет Тэтчер, находясь на посту премьер-министра Великобритании, причинила много боли людям по всей стране, рабочему классу — и не только в Великобритании, но и здесь — в Ирландии. И я думаю, что большинство республиканцев и националистов, а, возможно — и многие другие, будут помнить ту позорную роль, которую она сыграла в ходе исторических голодовок в 1980 и 1981 годах.
Адамс является автором нескольких публицистических и автобиографических книг и живёт вместе с женой и сыном, где и родился — в Белфасте.

### Арест без предъявления обвинений в 2014 году
30 апреля 2014 года Джерри Адамс, добровольно пришедший в полицейский участок города Антрим в графстве Антрим, на северо-востоке Ольстера, в Северной Ирландии для дачи показаний по делу об убийстве Джин Макконвиль в 1972 году, был арестован в соответствии с Законом о борьбе с терроризмом 2000 года. В соответствии с этим законом срок предварительного заключения без предъявления обвинения может достигать 28 дней. Адамс провёл ночь в участке, ранее сказав:
Я считаю, что убийство Джин Макконвиль и тайное погребение её тела было несправедливым и ужасным деянием по отношению к ней и её семье. Против меня были выдвинуты ложные обвинения, которые я отвергаю. Несмотря на то, что я никогда не дистанцировался от Ирландской республиканской армии и не собираюсь это делать, я заявляю о своей невиновности по всем эпизодам похищения, убийства и погребения Макконвиль.
37-летняя Джин Макконвиль, вдова и мать 10 детей, была похищена из своей квартиры в Белфасте и затем расстреляна членами ИРА из-за ложного обвинения в том, что она была информатором британских военных. Её тело было обнаружено лишь в 2003 году на пляже в графстве Лаут на востоке Ирландии.
Заместитель главы правительства Северной Ирландии и член партии «Шинн Фейн» Мартин Макгиннес назвал арест темной стороной полицейского контроля в провинции, сказав, что это намеренная попытка оказать воздействие на исход предстоящих выборов, отозвавшись о Адамсе как о «самой значительной политической фигуре» в процессе урегулирования конфликта в Северной Ирландии:
Мне этот арест представляется попыткой повлиять на результат выборов, которые должны состояться через три недели, как на севере, так и на юге этого острова. Именно из-за страха они делают то, что делают. Но мы сегодня пришли сюда, чтобы поддержать нашего друга, чтобы встать плечом к плечу с нашим товарищем и лидером. Я абсолютно убежден в том, что Джерри Адамс примет участие в нашей продолжающейся борьбе за свободу, справедливость и мир.
Заместитель председателя партии «Шинн Фейн» Мэри Лу Макдональд отметила, что «время принятия решения является политически мотивированным и направлено на то, чтобы нанести ущерб имиджу Джерри Адамса и Шинн Фейн», напомнив, что он неоднократно заявлял о своей непричастности к данному делу.
Премьер-министр Северной Ирландии Пит Робинсон тоже прокомментировал арест:
Я могу лишь сказать, что случившееся ещё раз доказывает: в Северной Ирландии никто не может остаться вне досягаемости закона.
Премьер-министр Великобритании Дэвид Кэмерон, отвечая на обвинения Мери Лу Макдональд сказал, что:
У нас независимая юридическая система, и в Англии и в Северной Ирландии. И в этом деле всякое политическое вмешательство просто исключено.
Министр юстиции Северной Ирландии Дэвид Форд отметил, что арест «не был политически мотивирован. Полиция ставила своей целью лишь служить интересам общества и его защите». Адамс был оставлен под арестом на вторые сутки, и одновременно в Белфасте прошла манифестация в его поддержку. Позже, после пребывания трёх суток в заключении, появились сообщения, что Адамс будет отпущен без предъявления обвинений.
4 мая Джерри Адамс освобожден из-под ареста без предъявления обвинения после пяти дней допросов. В официальном заявлении полиции Северной Ирландии сказано, что «65-летний мужчина, арестованный в связи с убийством 37-летней Джин Макконвайл в 1972 году, отпущен из-под стражи», и что материалы допросов Адамса будут направлены государственному обвинителю, который «примет соответствующее процессуальное решение», руководствуясь судебными перспективами дела и общественной опасностью инкриминируемого преступления. У ворот полицейского участка был организован митинг противников освобождения Адамса — юнионистов. На пресс-конференции после освобождения Адамс ещё раз заявил, что невиновен в убийстве:
Позвольте мне быть предельным ясным: я невиновен и непричастен ни в какой мере к заговору ни по похищению, ни по убийству, ни погребению тела госпожи Макконвилл. Я работал наравне с другими для того, чтобы эта несправедливость была исправлена. Я выступаю в поддержку полицейского управления Северной Ирландии. Старая гвардия, которая не хочет перемен в руководстве этой структурой, будь то из-за элементов юнионизма или выгод, которые получают от этого самопровозглашенные, но псевдо-республиканцы, не может победить!

## Образ в культуре и искусстве
Адамс был изображен в ряде фильмов, сериалов и книг:
- 2017 – фильм Иностранец, с актёром Пирсом Броснаном, играющим бывшего лидера ИРА, похожего на Адамса.

- 2024 – сериал Ничего не говори, c актёрами Джошем Финаном и Майклом Колганом. В сериале Адамс представлен как высокопоставленный командир ИРА. В конце каждого эпизода есть примечание, в котором говорится: «Джерри Адамс всегда отрицал свою принадлежность к ИРА или участие в каком-либо насилии, связанном с ИРА.»[38]